# Brissopsis alta
Brissopsis alta är en sjöborreart som beskrevs av Ole Theodor Jensen Mortensen 1907. Brissopsis alta ingår i släktet Brissopsis och familjen lyrsjöborrar. Inga underarter finns listade i Catalogue of Life.